# بارتوش جوركي
بارتوش جوركي (بالبولندية: Bartosz Jurecki) مواليد 31 يناير 1979 في بولندا، هو لاعب كرة يد بولندي. يلعب حاليا مع نادي ماغديبورغ لكرة اليد ويحمل الرقم 31. مثل منتخب بولندا لكرة اليد. شارك في دورة الألعاب الأولمبية الصيفية سنة 2008. حقق المركز الثاني في بطولة العالم لكرة اليد للرجال 2007.

## سجل المنافسة
شارك في البطولات التالية:
- بطولة العالم لكرة اليد للرجال 2015
- بطولة أوروبا لكرة اليد للرجال 2012
- بطولة أوروبا لكرة اليد للرجال 2014
- بطولة أوروبا لكرة اليد للرجال 2016
- الألعاب الأولمبية الصيفية 2016

## الميداليات
| الميدالية | المسابقة                           |
| --------- | ---------------------------------- |
| فضية      | بطولة العالم لكرة اليد للرجال 2007 |
| برونزية   | بطولة العالم لكرة اليد للرجال 2009 |
| برونزية   | بطولة العالم لكرة اليد للرجال 2015 |

## روابط خارجية
- بارتوش جوركي على موقع الاتحاد الأوروبي لكرة اليد (الإنجليزية)
- بارتوش جوركي على موقع أوليمبيديا (الإنجليزية)
- بارتوش جوركي على موقع اللجنة الأولمبية البولندية (مؤرشف) (البولندية)